# جو ميرفي
جو ميرفي (بالإنجليزية: Joe Murphy)‏ (21 أغسطس 1981 دبلن جمهورية أيرلندا - ) هو لاعب كرة قدم أيرلندي يلعب كحارس مرمى.

## مسيرته الكروية
لعب جو ميرفي خلال مسيرته الاحترافية مع 8 أندية في اثنين وعشرين موسمًا ولم يسجل خلالها أي هدف ضمن 537 مباراة. ولم يفز بأي موسم بالكأس أو بالدوري.
خاض جو ميرفي مسيرته مع نادي ترانمير روفرز في موسم 1999–00 واستمر معه طيلة ثلاثة مواسم، مشاركًا في 63 مباراة ولم يسجل أي هدف. ثم انتقل إلى نادي وست بروميتش ألبيون في موسم 2002–03 ولمدة موسمين، حيث شارك في 5 مباريات ولم يسجل أي هدف أيضًا. لينتقل بعدها إلى نادي والسول في موسم 2004–05 ولمدة موسمين، مشاركًا في 39 مباراة ولم يسجل أي هدف أيضًا. ثم انتقل إلى نادي سكونثورب يونايتد في موسم 2006–07 ليلعب معه خمسة مواسم، مشاركًا في 201 مباراة ولم يسجل أي هدف أيضًا. هذا وانتقل لاحقًا إلى نادي كوفنتري سيتي في موسم 2011–12 واستمر معه طيلة ثلاثة مواسم، مشاركًا في 137 مباراة ولم يسجل أي هدف أيضًا. ثم انتقل بعدها إلى نادي هدرسفيلد تاون في موسم 2014–15 واستمر معه طيلة ثلاثة مواسم، مشاركًا في 9 مباريات ولم يسجل أي هدف أيضًا. ليعود وينتقل من جديد، لكن هذه المرة إلى نادي بوري في موسم 2016–17 واستمر معه طيلة ثلاثة مواسم، مشاركًا في 79 مباراة ولم يسجل أي هدف أيضًا. لينتقل بعدها إلى نادي شروزبري تاون في موسم 2019–20 لمدة موسم واحد، مشاركًا في 4 مباريات ولم يسجل أي هدف أيضًا.

## روابط خارجية
- جو ميرفي على موقع قاعدة بيانات كرة القدم.إي يو (الإنجليزية)
- جو ميرفي على موقع ناشيونال فوتبول تيمز (الإنجليزية)
- جو ميرفي على موقع Soccerbase.com (لاعب) (الإنجليزية)
- جو ميرفي على موقع Soccerway.com (الإنجليزية)
- جو ميرفي على موقع عالم كرة القدم.نت (الإنجليزية)